# Tadeusz Jaczewski
Tadeusz Franciszek Antoni Jaczewski (ur. 1 lutego 1899 w Petersburgu, zm. 25 lutego 1974 w Warszawie) – polski profesor zoologii, hemipterolog.

## Życiorys
Studiował na Uniwersytecie Warszawskim, w 1921 obronił pracę magisterską. W 1925 przedstawił na Uniwersytecie Poznańskim doktorat, habilitował się w 1936 na Uniwersytecie Warszawskim, w 1948 został profesorem uczelni, a w 1954 uzyskał tytuł profesora.
Profesor zoologii na Uniwersytecie Warszawskim od 1948. W latach 1953–1958 dyrektor Instytutu Zoologii PAN. Członek Międzynarodowej Komisji Nomenklatury Zoologicznej, członek korespondent Polskiej Akademii Nauk oraz członek honorowy Polskiego Towarzystwa Entomologicznego.
Podczas okupacji hitlerowskiej organizator tajnego nauczania. Organizator licznych wypraw badawczych do Ameryki Północnej oraz Ameryki Południowej, także do Europy Zachodniej.
Autor prac naukowych, popularnonaukowych oraz artykułów. Wraz z Tadeuszem Wolskim zainicjował opracowanie serii monografii Fauna słodkowodna Polski, omawiającej zagadnienia taksonomii, ekologii i rozmieszczenia zwierząt słodkowodnych występujących na terenie Polski.
Został pochowany na cmentarzu Powązkowskim w Warszawie (kwatera 177-2-26/27).

## Odznaczenia
- Krzyż Oficerski Orderu Odrodzenia Polski /1958/;
- Krzyż Walecznych /1959/;
- Medal za Warszawę /1959/;
- Śląski Krzyż Powstańczy /1962/;
- Krzyż Komandorski Orderu Odrodzenia Polski /1969/.